# Tourismus in Tadschikistan

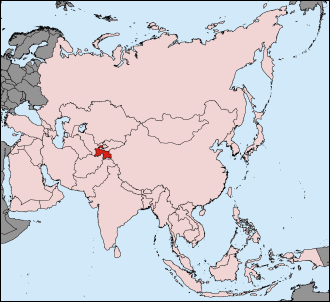
Lage Tadschikistans

Der Tourismus in Tadschikistan ist derzeit kaum entwickelt, soll sich aber in den kommenden Jahren zu einem bedeutenden Wirtschaftszweig für das zentralasiatische Land entwickeln.

## Entwicklung
Die Republik Tadschikistan ist bereits seit ihrer Unabhängigkeit im Jahr 1990 darum bemüht, den Tourismus als bedeutenden Wirtschaftszweig zu entwickeln. Ein bedeutender Rückschlag für dieses Vorhaben stellte der Tadschikische Bürgerkrieg von 1992 bis 1997 dar, der Touristen abschreckte und Infrastruktur zerstörte. Nach dem Ende des Bürgerkriegs rückte auch die Entwicklung des Tourismus wieder in den politischen Fokus. 2012 besuchten 245.000 ausländische Staatsbürger das zentralasiatische Land, 2015 waren es bereits 414.000. Im Jahr 2017 trug der Tourismus insgesamt 8,3 % zum BIP des Landes bei und garantierte direkt oder indirekt nahezu 200.000 Arbeitsplätze.

### Staatliche Förderungsmaßnahmen
Der tadschikische Staat bemüht sich mit einer Reihe von Maßnahmen zur Tourismusförderung um diese Branche. Eine zentrale Rolle spielt dabei das Komitee zur Tourismusentwicklung, das der Regierung unterstellt ist und Büros in mehreren Landesteilen unterhält. Auch wurden die Visa-Regelungen vereinfacht, sodass diese nun für einen einheitlichen Preis und auch als e-Visa erhältlich sind. Außerdem wurden Gebühren für Alpinisten und Eintrittsgelder für Nationalparks gestrichen bzw. gesenkt. Zu Beginn der 2010er-Jahre gab die Regierung um Präsident Rahmon bekannt, bis 2020 jährlich eine Million ausländische Reisende anziehen zu wollen. Dieses Ziel wird aller Voraussicht nach verfehlt, obwohl das Jahr 2018 als Jahr des Tourismus mit weiteren Bemühungen im Tourismussektor einherging, insbesondere in den Bereichen Welness- und Ökotourismus.

### Ranking
Im  Travel & Tourism Competitiveness Index 2017 belegte Tadschikistan Rang 107 von 136 untersuchten Ländern und konnte sich damit im Vergleich zu 2015 um zwölf Plätze verbessern.

## Sehenswürdigkeiten
In Tadschikistan, das zu über 90 % von Bergen dominiert wird, stellen die Gebirgslandschaften die Hauptattraktion dar. Da Tadschikistan auf eine lange Geschichte zurückblicken kann, finden sich in dem Land allerdings auch historische Stätten von hohem Wert. Die größeren Städte des Landes sind als Kultur- und Architekturzentren, aber auch als Infrastrukturknotenpunkte von touristischer Bedeutung.

### Städte und Bauwerke

Denkmal für den Dichter Rudaki in Duschanbe

Die Hauptstadt Duschanbe ist für viele Touristen das Tor zu den anderen Landesteilen. Die Stadt zeichnet sich durch ihre Lage sowie durch die vielen Alleen, Plätze und Grünflächen aus, die das Stadtbild prägen. Zahlreiche Denkmäler und Regierungsgebäude wurden in den Jahren seit der Unabhängigkeit errichtet und ziehen teilweise auch Touristen an. Die zahlreichen Museen machen Duschanbe auch zu einem kulturellen Zentrum. Etwas außerhalb Duschanbes liegt mit der Hissar-Festung, dem ehemaligen Sommersitz des Emirs von Buchara, eine bedeutende Touristenattraktion.
Auch Chudschand, die zweitgrößte Stadt des Landes, deren Geschichte auf Alexander den Großen zurückgeht, zieht als eines der Handelszentren der ehemaligen Seidenstraße Touristen an.

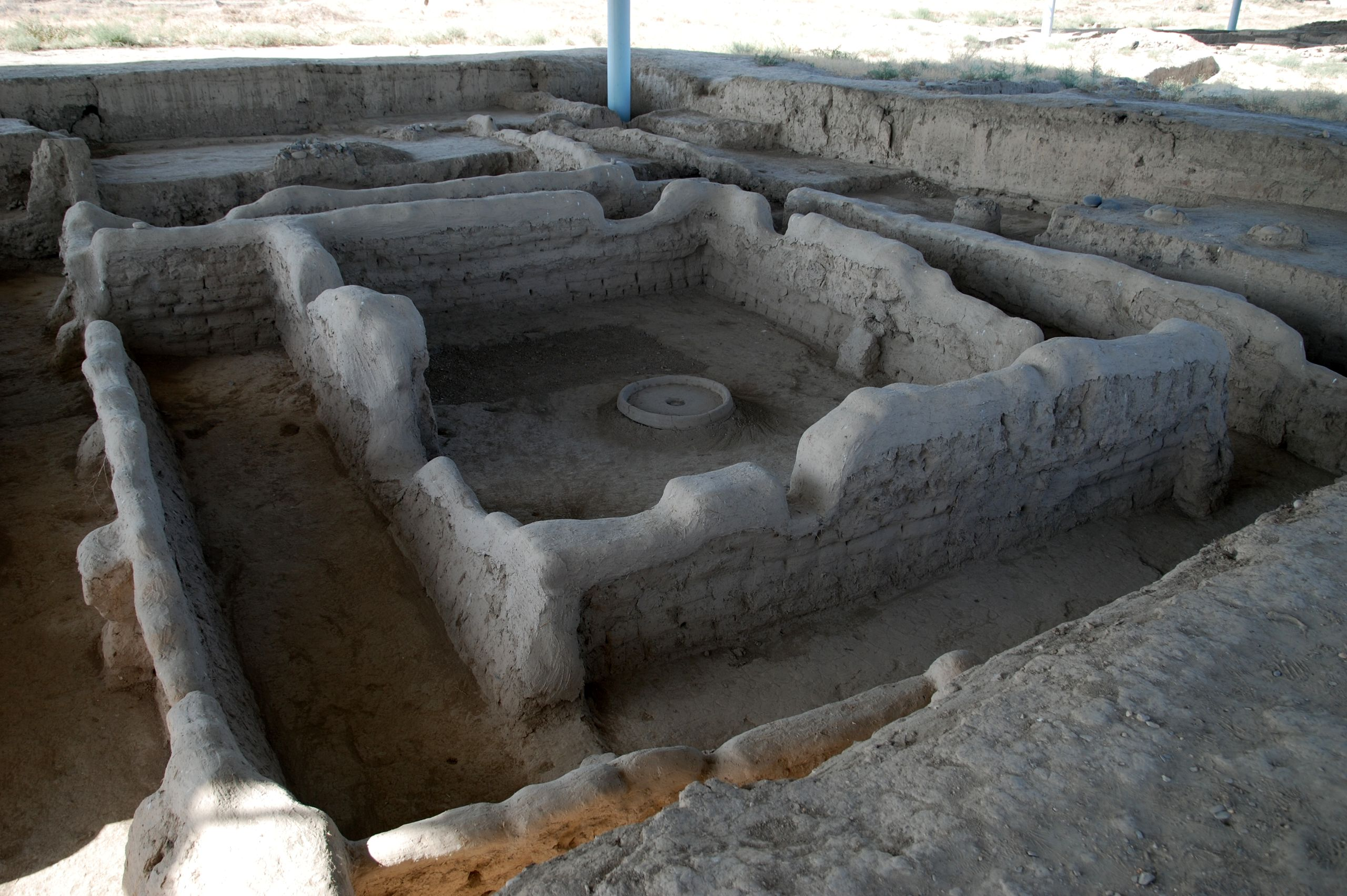
Ruinen in Sarasm, UNESCO-Weltkulturerbe

Die heutige Stadt Pandschakent im Nordwesten des Landes zählt ebenfalls zu den größeren Städten des Landes. Dank des nahegelegenen Alt-Pandschakent, das ein wichtiges Relikt sogdischer Zivilisation darstellt und auf Grund des guten Erhaltungszustandes auch als Pompeij Zentralasiens bezeichnet wird, ist Pandschakent auch für Touristen interessant.
Die proto-urbane Siedlung Sarasm hat es auf Grund ihrer herausragenden archäologischen Bedeutung auf die Liste des Weltkulturerbes geschafft und ist auch für Touristen interessant.

### Gebirge

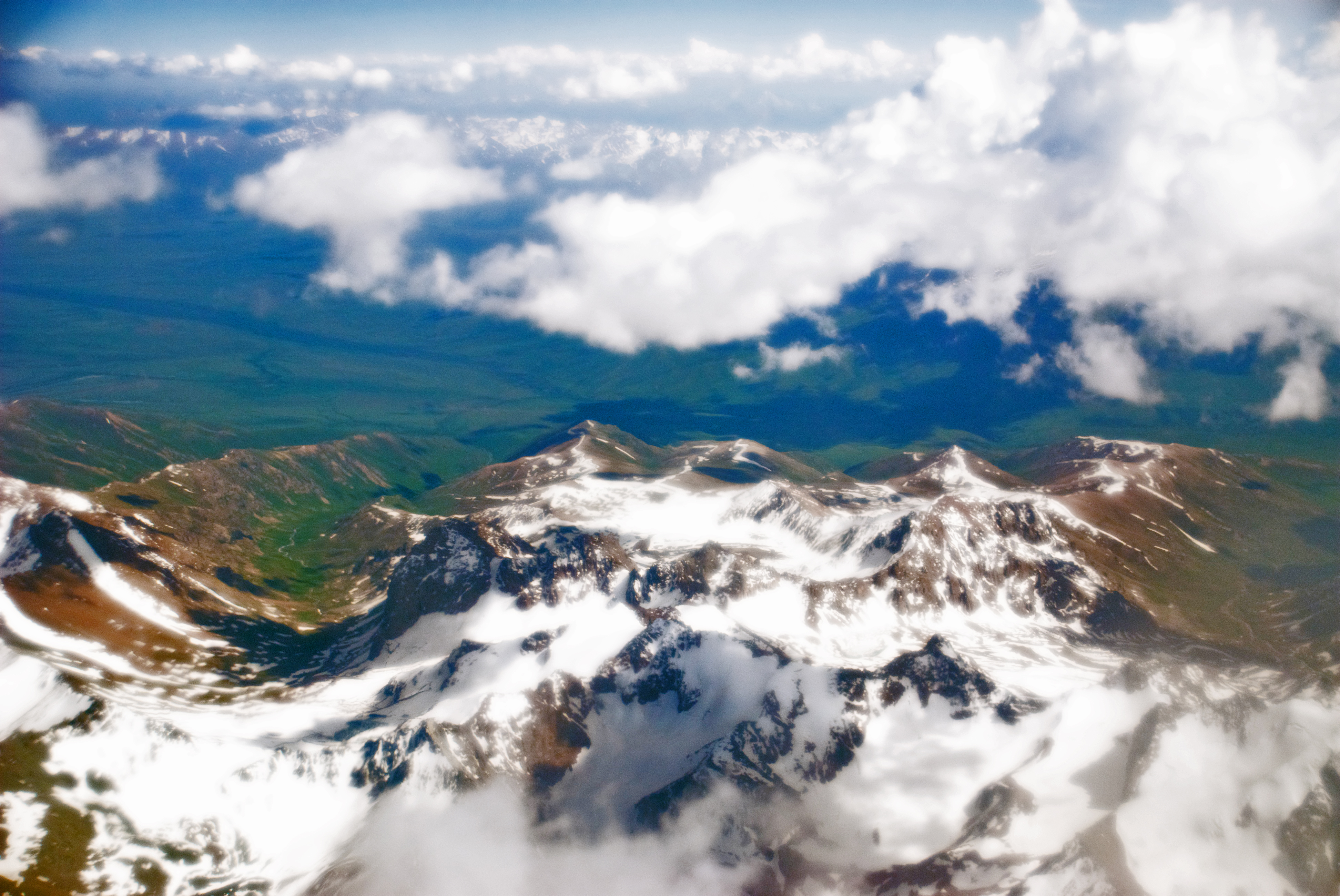
Gipfel des Pamirs in Tadschikistan

Tadschikistan wird vom Pamir geprägt, der gleichzeitig auch die wichtigste Touristenattraktion des Landes darstellt. Die höchsten Berge des Landes mit einer Höhe von mehr als 7000 Metern ziehen Bergsteiger an, die Gebirgslandschaften mit zahlreichen Seen sind auch bei Wanderern beliebt.

### Ökotourismus
Der Ökotourismus soll in den kommenden Jahren eine wichtige Rolle für den Tourismussektor in Tadschikistan darstellen. Zu diesem Zweck wurden mehrere Naturparks eingerichtet, in denen Touristen die Natur, sowie die Tier- und Pflanzenwelt des Landes kennenlernen können.

## Hindernisse
Tadschikistan ist ein armes Land mit einer schlecht entwickelten Infrastruktur. Insbesondere die malerischen Berglandschaften sind daher kaum erschlossen und schwer erreichbar. Auch die Anreise stellt eine Herausforderung dar, da es nur wenige internationale Flugverbindungen gibt. Die Sicherheitslage in dem Land unterscheidet sich zwischen den Regionen. Während Duschanbe als relativ sicher gilt, warnt das Auswärtige Amt vor Reisen in die Autonome Provinz Berg-Badachschan, da es dort immer wieder zu Kampfhandlungen kommt. Auch besteht eine Warnung für das Grenzgebiet zum südlichen Nachbarland Afghanistan. Im Juli 2018 starben vier Radtouristen bei einem Angriff mit terroristischem Hintergrund nahe Dangara. Allgemein schätzt das Auswärtige Amt die Terrorismusgefahr aber als gering ein.